# Nordisk sed
Den nordiska seden (nära besläktat med forn sed) är en beteckning för hednisk folktro så som en religion som främst används av Samfälligheten för Nordisk Sed. Tanken är att hedendomen som levt kvar bland allmogen in i våra dagar är att betrakta som en religion. Den ursprungliga hedendomen anses dock inte vara den nationalromantiska asatron utan någon slags obestämd naturreligion. I nordisk sed ligger betoningen på levande tradition, och man ser sig som en skriftlös religion. 
Man anser inte att man blir hedning genom någon form av bekännelse eller omvändelse utan att man får sin religion genom socialisation, det vill säga uppfostran och umgänge. Det muntliga och personliga framhålls och därför anses inte religionen kunna skrivas ned eller beskrivas på ett fullständigt vis. Man försöker alltså inte omvända andra, eftersom man anser att det inte är möjligt.
Nordisk sed är en polyteistisk religion där man framhåller många olika andliga väsen, så som skogsrået, tomtar och de underjordiska. Några av dessa räknas ha gudomlig status och kallas för Makterna. Några av dessa gudar förekommer i nordisk mytologi, så som Tor och Freja, men deras namn kan variera. Man nämner inte gudarnas namn eller använder sig av noanamn. I nordisk sed så talar man sällan rakt ut om religionen, utan använder sig av omskrivningar. Detta anses komma sig av[källa behövs] att religionen varit olaglig och straffbar till alldeles nyligen.

## Nordisk sed kontra modern asatro
Samfälligheten för Nordisk Sed anser inte att nordisk sed är besläktad med modern asatro som utgår från fornnordisk religion och folktro. Man anser i och för sig att religionen härstammar från fornnordisk religion, men den fornnordisk religionen är ett överkommet stadium och man utgår från hur traditioner och seder ter sig i dag. Däremot skiljer sig den historiska synen på vad som var fornnordisk religion där man inte tror att asatron som den beskrivits i historieskrivning sedan nationalromantiken har existerat. Man menar att den fornnordiska religionen mer liknade vår tids folktro.  
Utövare av nordisk sed anser att religion är något man har, inte formulerar och därför har man generellt svårt att förstå nyandlighet. Moderna asatroende hämtar inspiration ur fornnordiska myter och använder historien som källa för att bilda sin religion. I nordisk sed är religion något du har, inte väljer. Alltså blir det konstigt att ändra sin tro utifrån historia eller någon annan "källa". De som följer nordisk sed anser sig vara uppvuxna med en levande religion, medan asatroende ofta anser sig tillhöra en ny religion med gamla rötter. Forn sed är ett närliggande begrepp som ofta används synonymt med nordisk sed, men detta begrepp är inte lika tydligt definierat som nordisk sed. Forn sed kan tolkas som en mer historisk korrekt tolkning av fornnordisk religion eller som att man använder såväl folktro som nordisk mytologi som källor. I vilket fall så betraktar man inom forn sed, till skillnad från nordisk sed, sin religion som något man bildar och inte något som redan existerar.